# بيل سوانسون
بيل سوانسون (بالإنجليزية: Bill Swanson) هو لاعب كرة قاعدة أمريكي، ولد في 12 أكتوبر 1888 في نيويورك في الولايات المتحدة، وتوفي بنفس المكان في 14 أكتوبر 1954.